# Trillium pusillum
Trillium pusillum är en nysrotsväxtart som beskrevs av André Michaux. Trillium pusillum ingår i släktet treblad, och familjen nysrotsväxter.

## Underarter
Arten delas in i följande underarter:
- T. p. pusillum
- T. p. virginianum